# (2457) Rublyov
(2457) Rublyov (1975 TU2) – planetoida z pasa głównego asteroid okrążająca Słońce w ciągu 4,29 lat w średniej odległości 2,64 au. Odkryta 3 października 1975 roku.